# Derzu Uzala

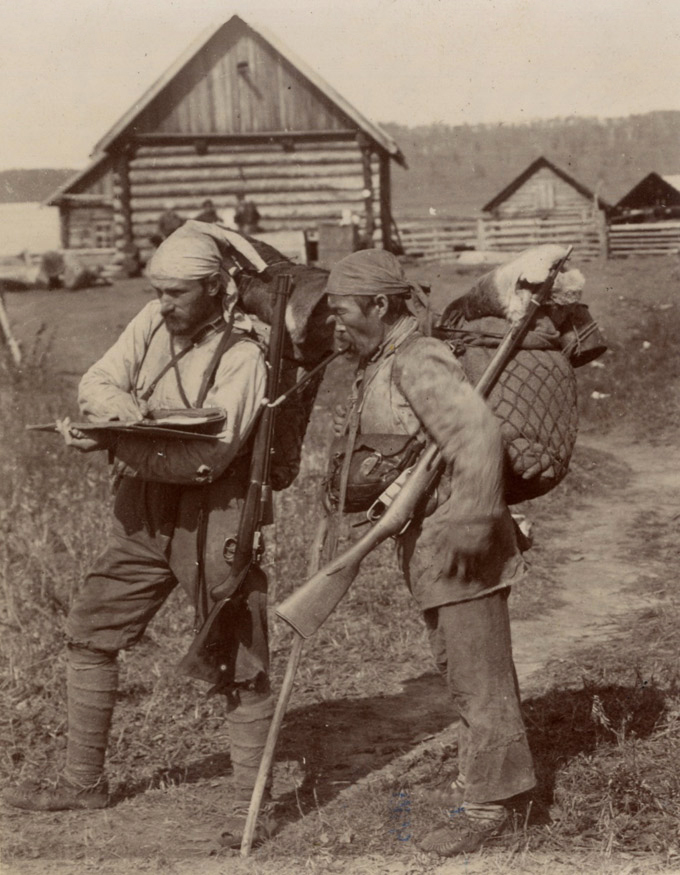
Dersu Uzala tillsammans med Vladimir Arsenjev 1906 nära floden Kulumbe.

Dersu Uzala eller Derzu Uzula (ryska: Дерсу Узала), född 1849 i Ussuri kraj i Ryssland, död 13 mars 1908 i Chabarovsk kraj i Ryssland, var en pälsjägare ur nanaifolket (tidigare benämnda som gold) i Sibirien.
Dersu Uzala föddes i Ussuri-regionen. Exakt födelsedatum är inte känt. Hans föräldrar dog tidigt i en smittkoppsepidemi.
Den ryske officeren och forskningsresanden Vladimir Arsenjev (1872–1930) påbörjade 1902 sina expeditioner i skogarna i Fjärran Östern i området Ussuri, främst i Primorskij kraj, det territorium som låg mellan Amur- och Ussurifloderna i väst och Japanska havet i öst. Han beskrev otaliga arter i den sibiriska floran och levnadsförhållanden hos infödda folk.  
Vladimir Arsenjev anlitade trappern Dersu Uzala under perioden 1902–1908, förmodligen från 1906, som vägvisare under sina forskningsresor. När Uzalas syn blev allvarligt sämre med åldern, erbjöd Vladimir Arsenjev honom att ta honom till sin hemstad Chabarovsk. Dersu Uzala blev då snart på det klara med att han inte hade rätt att hugga ved i stadens park till sin eldstad eller bygga en hydda och inte heller att avlossa sin bössa inom stadsgränsen. Våren 1908 bad han därför Arsenjev om att få flytta tillbaka till skogarna. Våren 1908 sa han adjö till sin goda vän och satte sig av till fots från Amur oblast till sina hemtrakter i Primorskiterritoriet, till området vid källorna till floden Ussuri. Vladimir Arsenjev gav honom då ett nytt gevär som avskedsgåva. En kort tid senare mördades Dersu Uzala. Det har spekulerats att mördaren var ute efter detta gevär.

## Hågkomster
Vladimir Arsenjev skrev 1923 boken Dersu Uzala. Denna bok har senare varit underlag för två spelfilmer. År 1961 gjorde filmregissören Agasi Babayan filmen Dersu Uzala. Akira Kurosawa gjorde 1975 den sovjetisk-japanska spelfilmen Vägvisaren, som vann Prix International Federation of Film Critics på den fjärde internationella filmfestivalen i Moskva 1975 och 1976 Oscar för bästa internationella långfilm.
År 1972 omdöptes byn Laul i distriktet Krasnoarmejski i Primorskij kraj till Dersu till hans ära. 
Ett minnesmärke över Uzala och Arsenjev sattes upp nära Arsenjev  i Primorskij kraj i Ryssland på 1970-talet.

## Bildgalleri

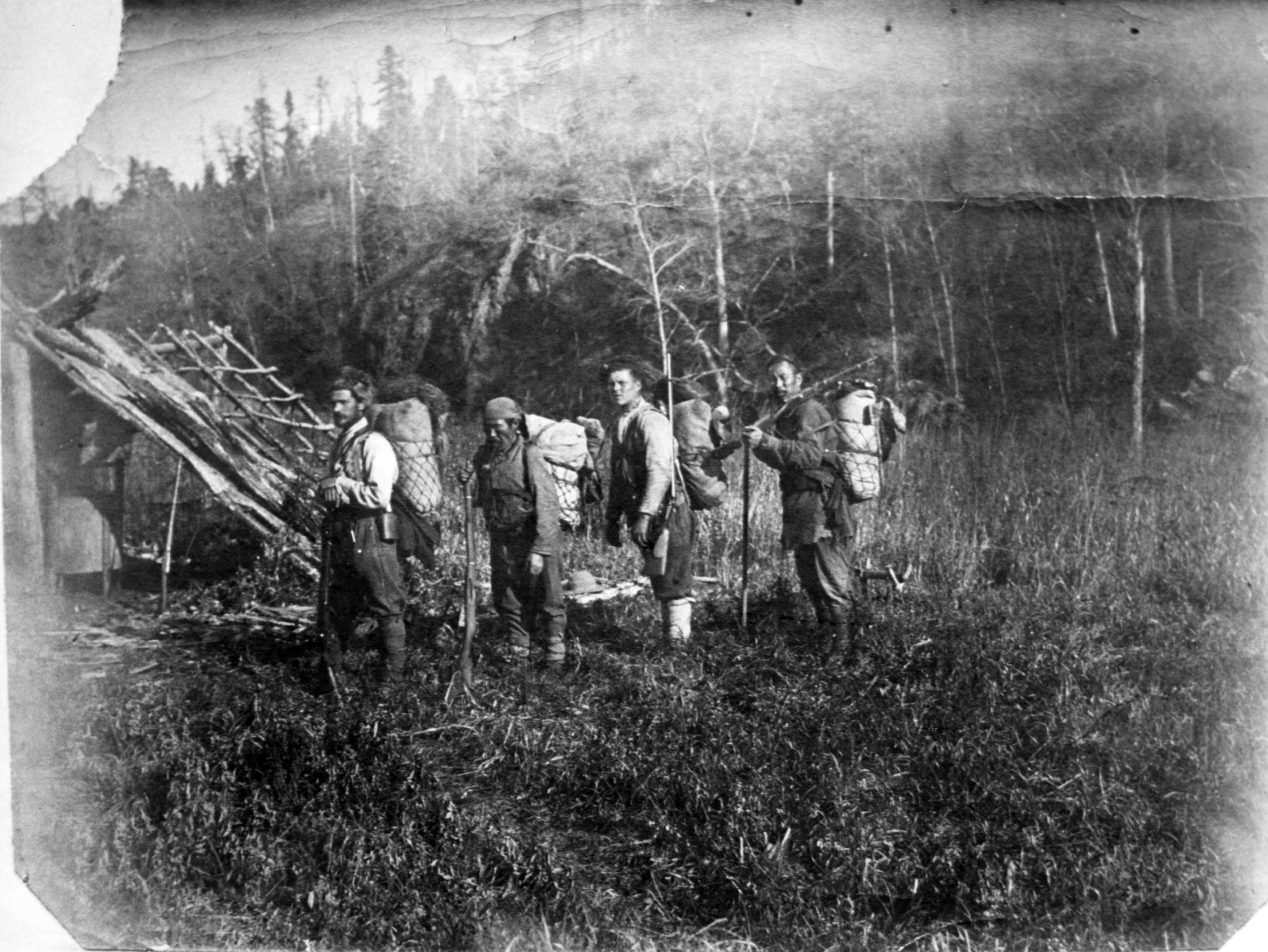
Vladimir Arsenjev, Dersu Uzala, samt soldaterna Fobin och Zhang Bao på vandring i floden Takemas avrinningsområde.
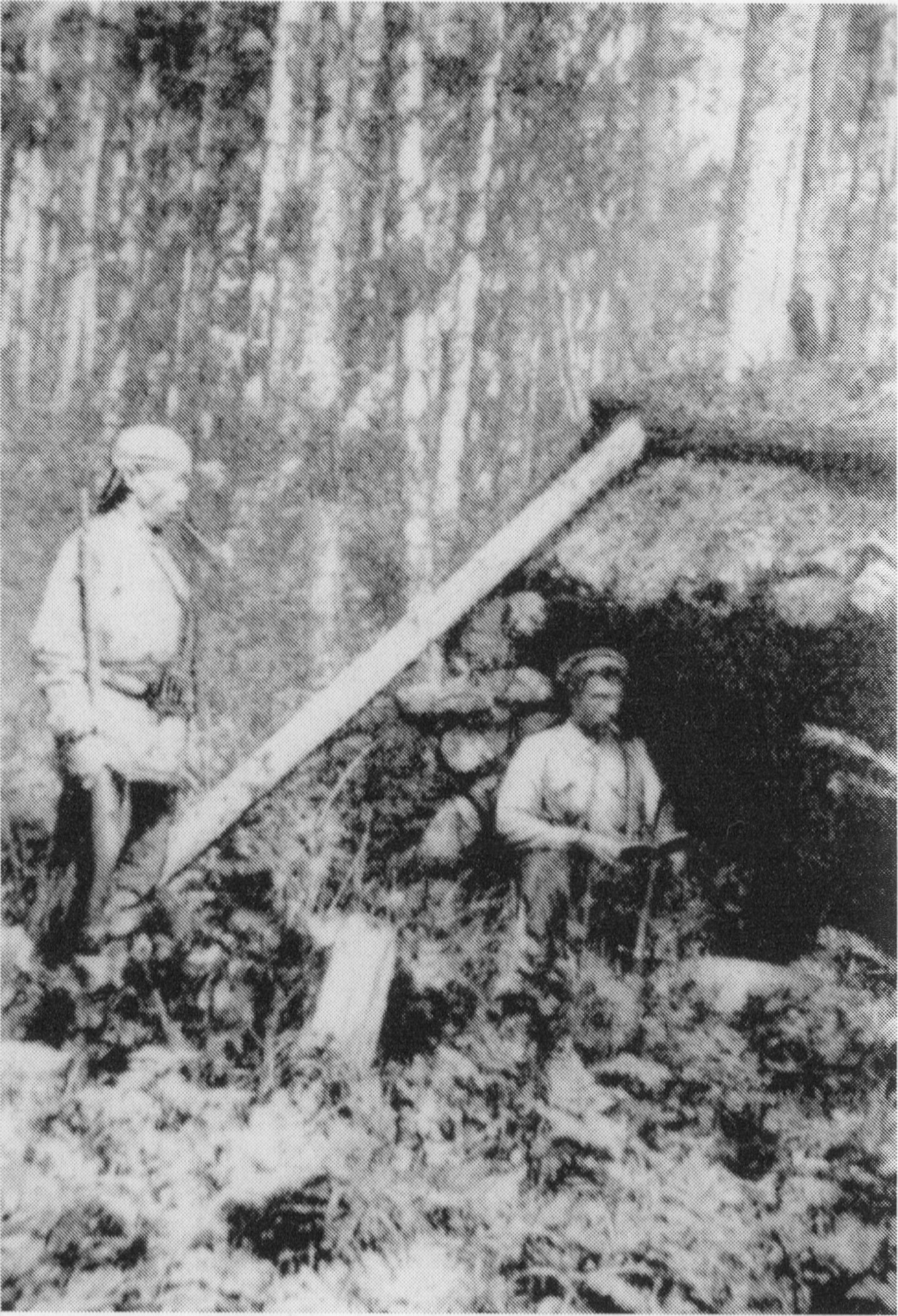
Vladimir Arsenjev och Dersu Uzala.
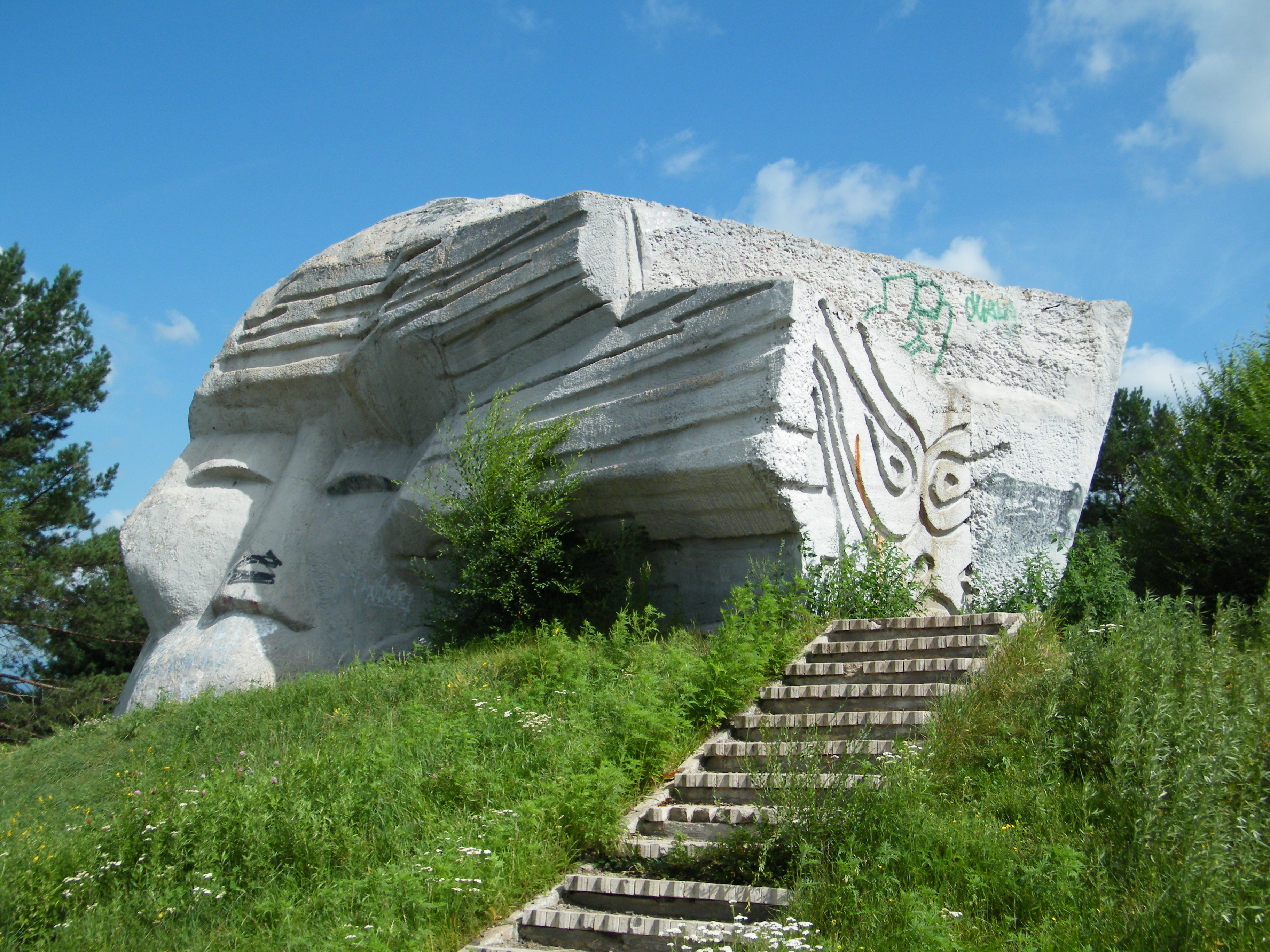
Minnesmärke över Uzala i Arsenjev i Primorskij kraj i Ryssland.
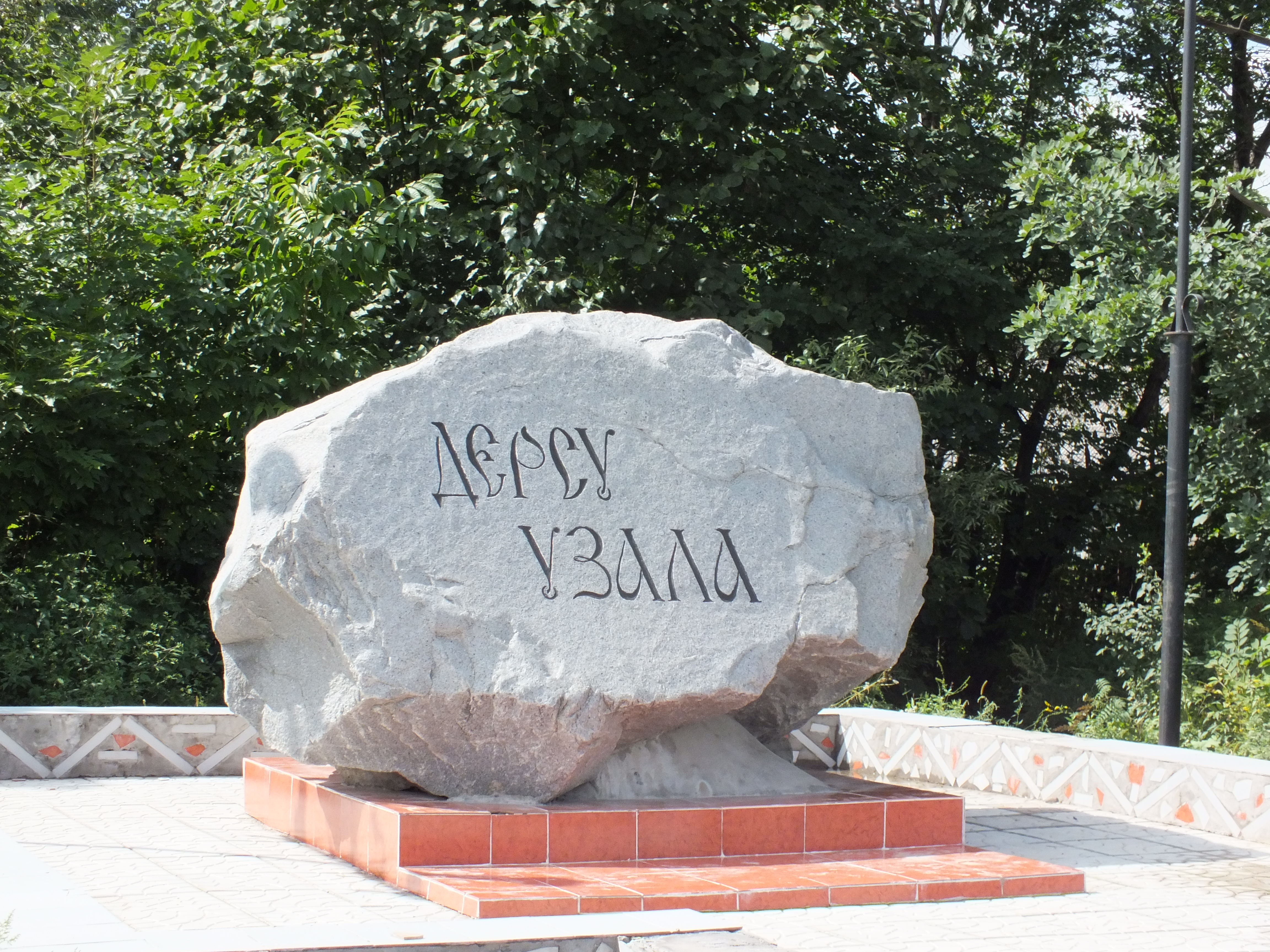
Minnessten över Derzu Uzala i Korfovsky, Chabarovskydistriktet i Chabarovsk kraj, Ryssland.